# Sanwara-Tinkiro
Ne doit pas être confondu avec Sanwara.
Sanwara-Tinkiro est une commune rurale située dans le département de Gbomblora de la province du Poni dans la région Sud-Ouest au Burkina Faso.

## Géographie
Sanwara-Tinkiro se trouve à 2 km au sud-ouest de Sanwara et à 6 km à l'ouest du chef-lieu Gbomblora et de la route nationale 11.

## Santé et éducation
Le centre de soins le plus proche de Sanwara-Tinkiro est le centre de santé et de promotion sociale (CSPS) de Gbomblora tandis que le centre hospitalier régional (CHR) de la province se trouve à Gaoua.